# Daikokuya Kōdayū
Daikokuya Kōdayū (大黒屋 光太夫?) (1751 - 28 de Maio de 1828) foi um naufrago japonês que passou onze anos na Rússia.
O seu navio atracou em Amchitka, nas Ilhas Aleutian. Daikokuya e os seus companheiros de viagem conseguiram escapar para o continente e tiveram permissão da imperatriz Catarina, a Grande para regressar ao Japão graças ao esforço conjunto de Erik Laxmann, Alexander Bezborodko e Alexander Vorontsov. Dois deles conseguiram chegar com vida ao Japão, mas um morreu quando a tripulação ficou em Yezo (Hokkaidō), dois deles ficaram em Irkutsk, visto que se converteram ao cristianismo e onze morreram.